# Makulatura

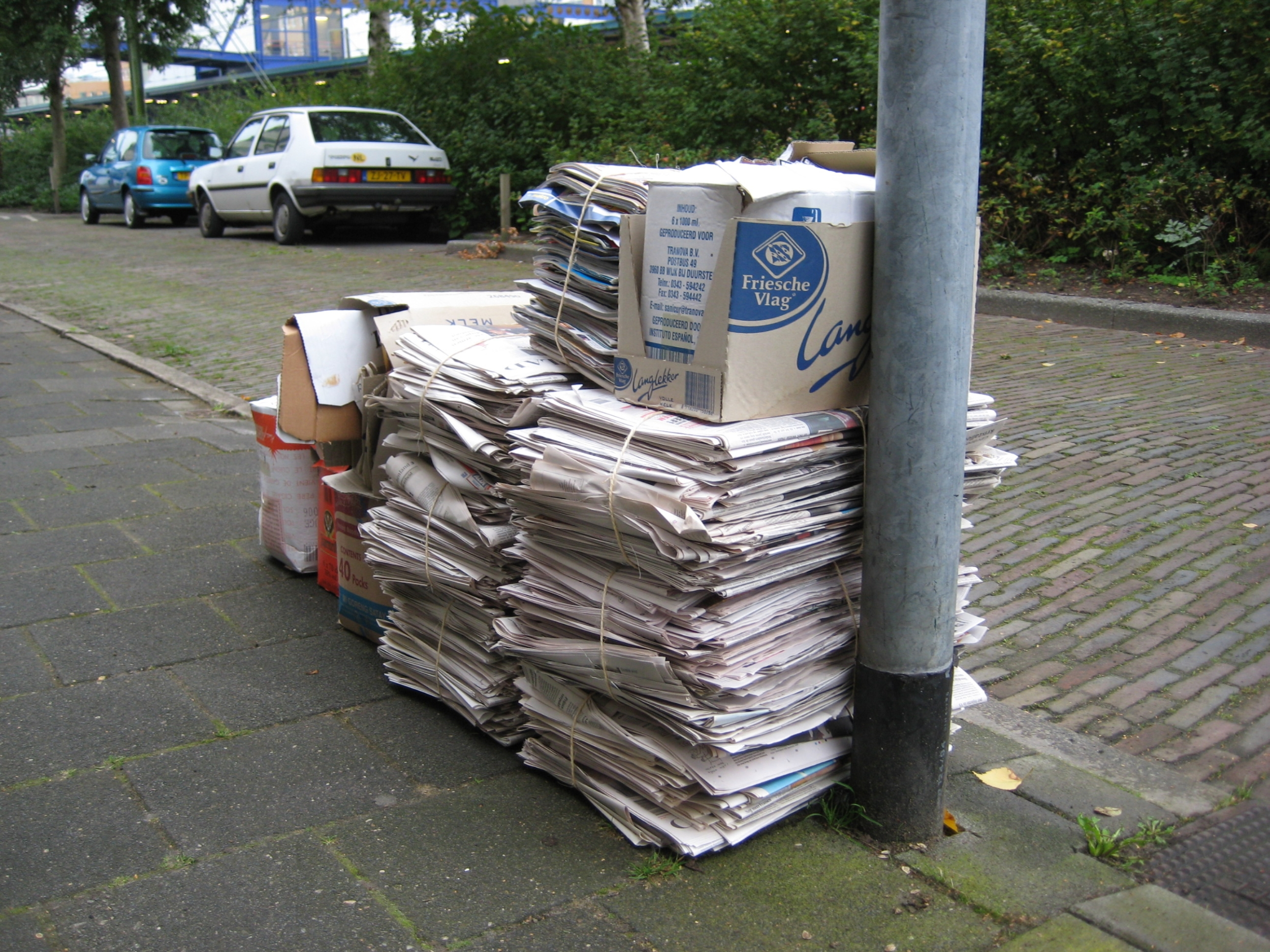
Makulatura

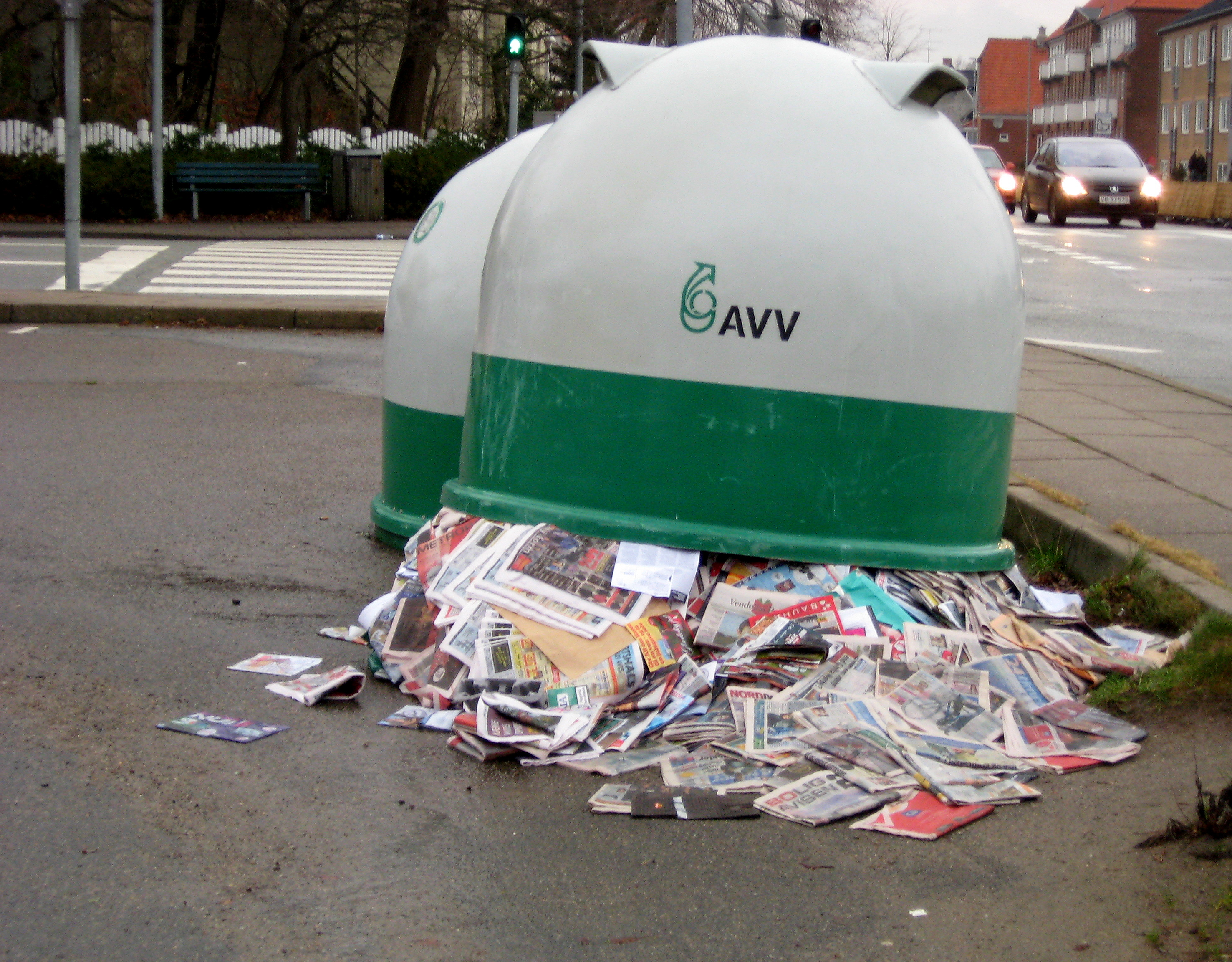
Zbiornik do zdawania makulatury

Makulatura – niepotrzebne lub zniszczone wyroby papiernicze, nadające się bezpośrednio do wtórnego wykorzystania w innych celach niż były przeznaczone pierwotnie lub nadające się jako jeden z surowców do produkcji nowego papieru.
- W bibliotekarstwie – egzemplarze wycofane z różnych powodów z księgozbioru (np. dezaktualizacja, uszkodzenia), które nie nadają się do wykorzystania w żadnym innym celu, nawet na wymiany czy dary, a jedynie nadające się na przemiał, czyli na surowiec do produkcji nowego papieru.
- W drukarstwie – arkusze zużyte podczas narządzania formy drukowej, arkusze niekompletne – nadmiarowe (przy publikacjach wieloskładkowych) oraz wszelkie defekty, czyli arkusze z wadami; w drukarni makulatura służy jako materiał opakowaniowy dla gotowych wyrobów, a może być również wykorzystywana jako element budowy bardziej skomplikowanych opraw w introligatorni.
- W filatelistyce – wadliwie wykonane znaczki i całostki pocztowe, najczęściej odrzucane przez kontrolę techniczną drukarni i niszczone. Makulatura filatelistyczna, która mimo kontroli przedostanie się do obiegu, stanowi pełnowartościowy obiekt kolekcjonerski.
- W introligatorstwie – pochodzące z drukarni, nieprzydatne lub niepotrzebne tam arkusze (oraz ich fragmenty) bez wad fizycznych, zadrukowane dwustronnie lub czyste z jednej strony są wykorzystywane do różnych zaawansowanych procesów introligatorskich jako jeden ze składników opraw, np. na wyklejki, wzmocnienie okładzin itp.; zwyczaj wykorzystywania niepotrzebnych zadrukowanych arkuszy druku w introligatorni stał się z czasem źródłem cennych odkryć zabytków piśmiennictwa
- W papiernictwie – wyroby papiernicze i ich resztki wykorzystywane jako jeden z surowców włóknistych przy produkcji nowego papieru.
- W wydawnictwie – nakład (lub jego część) wycofany z magazynu lub sprzedaży, skierowany decyzją wydawcy na przemiał; decyzja spowodowana podobnymi czynnikami, jak w bibliotekarstwie.

## Wykorzystanie makulatury w przemyśle
Makulatura jest powszechnie wykorzystywana jako surowiec wtórny. Początkowo powstawał z niej głównie papier do pakowania, z czasem zastosowano ją do produkcji papieru toaletowego i tektury falistej, a od lat 90. XX w. z makulatury produkuje się również papier gazetowy.

### Poziomy odzysku i recyklingu
W 2014 roku w Polsce wykorzystano 2139,7 tys. ton makulatury jako surowca wtórnego osiągając 46,5% wskaźnika odzysku tego odpadu, natomiast wskaźnik recyklingu wynosił 45%. W Europie w tym samym roku wskaźnik recyklingu makulatury był na poziomie 71,7%.

## Klasyfikacja makulatury
W Polsce stosowana jest klasyfikacja makulatury oparta na europejskim wykazie rodzajów i odmian tego surowca. Według tej klasyfikacji makulaturę dzieli się na cztery rodzaje, a w ramach rodzajów na 54 odmiany.
- Rodzaj A – są to tzw. odmiany słabe. Obejmują one 12 odmian makulatury określonych symbolami od A1 do A12. Dominuje wśród nich makulatura zmieszana z różnych rodzajów papieru i tektury.
- Rodzaj B – jest to tzw. makulatura średnia. Obejmuje 15 odmian makulatury określonych symbolami od B1 do B15. W rodzaju tym dominującą pozycję stanowią gazety, książki oraz ilustrowane magazyny.
- Rodzaj C – odmiany tzw. lepsze. Występuje 19 odmian tego rodzaju makulatury, które są określone symbolami od C1 do C19. W rodzaju tym dominują ścinki i odpady wytworów i przetworów z papierów białych i bezdrzewnych, akta białe oraz ścinki drukarskie.
- Rodzaj D – stanowi makulatura mocna. Obejmuje 6 odmian tego surowca określonych symbolami od D1 do D6. Są to głównie worki, tektura falista, ścinki i odpady z papieru i tektury tzw. kraft (siarczanowej)

Ze względu na mało precyzyjne kryteria oraz nadmiernie rozbudowany podział makulatury klasyfikacja ta jest w praktyce trudna do stosowania.
W zbiórce i przerobie makulatury stosowany jest często podział na następujące rodzaje makulatur:
- makulatura mocna obejmująca zużyte worki, tekturę falistą oraz przetwory z niezielonej masy celulozowej siarczanowej,
- makulatura biała obejmująca wytwory i przetwory z bielonych mas włóknistych,
- makulatura mieszana składająca się z makulatury niesortowalnej,
- makulatura śmietnikowa zawierająca makulaturę pochodzącą z pojemników na śmieci lub wysypisk[3].